# Gordon Giltrap Band, The band live 1981
Gordon Giltrap band, The band live 1981 is een studioalbum van Gordon Giltrap. Het is een album met muziek opgenomen in de Redan Recorders geluidsstudio door de liveband van Giltrap. Het album werd gemaakt om de muziek van The peacock party op de radio gespeeld te krijgen en luisteraars warm te maken voor een bezoekje aan een van Giltraps concerten. Feit is dat bekende musici John Gustafson en Ian Mosley alweer vertrokken waren. De band speelde zonder bassist en met een nieuwe drummer.

## Musici
- Gordon Giltrap – gitaar
- Bimbo Acock – dwarsfluit, saxofoon, toetsinstrumenten
- Rod Edwards – toetsinstrumenten
- Clive Bunker – slagwerk, percussie

## Muziek
| Nr. | Titel                       | Duur |
| --- | --------------------------- | ---- |
| 1.  | Roots                       | 2:46 |
| 2.  | Magpie rag                  | 2:42 |
| 3.  | Birds of a feather          | 3:44 |
| 4.  | Chanticleer                 | 4:02 |
| 5.  | Black rose – the raven      | 4:24 |
| 6.  | Dodo’s dream                | 4:29 |
| 7.  | Gypsy lane                  | 3:00 |
| 8.  | Tailor bird                 | 2:25 |
| 9.  | Revelation                  | 5:03 |
| 10. | Headwind                    | 4:58 |
| 11. | Turkey trot – Country bluff | 2:41 |
| 12. | Heartsong                   | 4:50 |
| 13. | Nightrider                  | 5:28 |
| 14. | Lucifer’s cage              | 5;45 |